# ヴァイオリンソナタ第1番 (グリーグ)
ヴァイオリンソナタ第1番 ヘ長調 作品8は、エドヴァルド・グリーグが作曲した1番目のヴァイオリンソナタである。

## 概要
3曲あるグリーグのヴァイオリンソナタのうちの第1番は1865年夏に、デンマークのロンスダーズに住んでいた頃に作曲され、短期間で完成した。初演は同年の11月に再訪したライプツィヒで行われたが、このときグリーグはピアノのパートを担当したという。
作品にはメンデルスゾーンやシューマン、またはデンマークの作曲家ゲーゼの影響があらわれている。

## 構成
3楽章の構成で、演奏時間は約24分。
- 第1楽章 アレグロ・コン・ブリオ
- 第2楽章 アレグレット・クアジ・アンダンティーノ‐ピウ・ヴィーヴォ
- 第3楽章 アレグロ・モルト・ヴィヴァーチェ